# Ramillies (Belgien)
Ramillies (wallonisch Ramiêye) ist eine Gemeinde in der belgischen Provinz Wallonisch-Brabant in der Wallonischen Region. Sie gliedert sich in die fünf Ortsteile Autre-Église, Bomal, Geest-Gérompont-Petit-Rosière, Grand-Rosière-Hottomont, Huppaye, Mont-Saint-André und Ramillies-Offus.
Ramillies wurde bekannt durch eine der wichtigen Schlachten im Spanischen Erbfolgekrieg, der Schlacht bei Ramillies am 23. Mai 1706.